# Internationaler Filmmusikwettbewerb
Der Internationale Filmmusikwettbewerb (IFMW) ist ein jährliches Event zur Förderung und Anerkennung herausragender Leistungen in der Filmmusikkomposition, das in der Tonhalle Zürich, Schweiz, im Rahmen des Zurich Film Festivals (ZFF) stattfindet. Organisiert wird der Wettbewerb vom Zurich Film Festival (ZFF), der Tonhalle-Gesellschaft Zürich AG und dem Forum Filmmusik. Seit seiner Gründung im Jahr 2012 bietet der Wettbewerb talentierten und unbekannten Komponierenden aus aller Welt eine Plattform, um ihre Kreativität und ihr Können im Bereich der Filmmusik zu präsentieren.

## Entstehungsgeschichte
Die Idee eines Internationalen Filmmusikwettbewerbs in Zürich entstand im Jahr 2007 während der Solothurner Filmtage im Rahmen eines Filmmusik-Workshops mit Marcel Barsotti (Das Wunder von Bern). Noch im selben Jahr nahmen Barsotti und André Bellmont von der Zürcher Hochschule der Künste Kontakt mit Karl Spoerri, dem Leiter des Zurich Film Festivals, auf. Im Jahr 2009 griffen Prof. Bellmont und der Tonhalle-Klarinettist Florian Walser die Idee erneut auf. Die Gründungsversammlung des Wettbewerbs, an der unter anderem Karl Spoerri (Zurich Film Festival) und Dr. Elmar Weingarten (Intendant des Tonhalle-Orchesters Zürich) teilnahmen, fand am 10. März 2010 statt.
Am 27. September 2012 wurde im Rahmen des 8. Zurich Film Festivals der erste Internationale Filmmusikwettbewerb in der Tonhalle Zürich ausgetragen, mit dem Tonhalle-Orchester Zürich unter der Leitung von David Zinman.

## Ablauf und Teilnahme
Die Aufgabe der Teilnehmenden besteht darin, eine Filmmusik zu einem bestehenden Kurzfilm oder Filmausschnitt für ein Symphonieorchester zu komponieren. Nach einer festgelegten Bearbeitungszeit geben die Komponierenden eine Partitur sowie ein Audio-Mockup ab. Aus den Einsendungen werden von einer internationalen Fachjury drei Nominierte (fünf Nominierte von 2012 bis 2019) ausgewählt. Diese Werke werden anschliessend im Rahmen des Zurich Film Festival (ZFF) vom Tonhalle-Orchester Zürich unter der Leitung von Frank Strobel uraufgeführt.
Am Abend der Uraufführung vergibt die Jury das "Goldene Auge" für die beste internationale Filmmusik, das mit 10'000 Schweizer Franken dotiert ist. Teilnahmeberechtigt sind Komponierende jeder Altersgruppe und Nationalität, die nicht mehr als drei Filme über 60 Minuten (gemäß IMDb) vertont oder orchestriert haben.

## Jury
Der Internationale Filmmusikwettbewerb konnte im Laufe der Jahre  Jury-Mitglieder wie Herbert Grönemeyer, Cliff Martinez, Don Davis, Mychael Danna, Rachel Portman, Volker Bertelmann und Howard Shore gewinnen. Die Jury setzt sich in der Regel aus Filmkomponisten, Dirigenten, Regisseuren und anderen Fachpersonen der Musik- und Filmindustrie zusammen.

## Der Wettbewerb

### 2024
Nominierte:
- Krzysztof Dobosiewicz (Polen/Finnland)
- Théo Schmitt (Schweiz/USA)
- Ahmed Soroko (Kanada) ← GEWINNER

Jury:
- Howard Shore, Filmkomponist (Jury-Präsident)
- Rachel Braunschweig, Schauspielerin
- Nicolas Rabaeus, Filmkomponist
- Frank Strobel, Dirigent des Preisträgerkonzerts

- Wettbewerbsfilm: The Flying Sailor von Amanda Forbis und Wendy Tilby
- Wettbewerbskonzert: 5. Oktober 2024, Tonhalle Zürich Tonhalle-Orchester Zürich unter der Leitung von Frank Strobel

### 2023
Nominierte:
- Carl Falkenau (Schweden)
- Cian McCarthy (Irland/USA)
- Elliot Murphy (Irland) ← GEWINNER

Jury:
- Volker Bertelmann, Filmkomponist (Jury-Präsident)
- Mark Bächle, Filmkomponist
- Sophie Linnenbaum, Filmregisseurin und Drehbuchautorin
- Gabrielle Selnet, Co-Regisseurin des Wettbewerbsfilms
- Frank Strobel, Dirigent des Preisträgerkonzerts

- Wettbewerbsfilm: Au Revoir Jérôme! von Chloé Farr, Gabrielle Selnet und Adam Sillard
- Wettbewerbskonzert: 30. September 2023, Tonhalle Zürich Tonhalle-Orchester Zürich unter der Leitung von Frank Strobel

### 2022
Nominierte:
- Nicolò Braghiroli (Italien)
- Robert IJserinkhuijsen (Niederlande) ← GEWINNER
- Elliot Murphy (Irland)

Jury:
- Barney Cokeliss, Filmregisseur
- Pernille Fischer Christensen, Filmregisseurin
- Rachel Portman, Filmkomponistin (Jury-Präsidentin)
- Frank Strobel, Dirigent
- Marcel Vaid, Filmkomponist

- Wettbewerbsfilm: The Foundling von Barney Cokeliss
- Wettbewerbskonzert: 29. September 2022, Tonhalle Zürich Tonhalle-Orchester Zürich unter der Leitung von Frank Strobel

### 2021
Nominierte:
- Julien Bellanger (Frankreich)
- John Heins (USA)
- Andrey Mordovsky (Russland) ← GEWINNER

Jury:
- Diego Baldenweg, Filmkomponist
- Mychael Danna, Filmkomponist (Jury-Präsident)
- Pirmin Marti, Music Supervisor
- Frank Strobel, Dirigent

- Wettbewerbsfilm: Etiqueta Negra von David Vergés
- Wettbewerbskonzert: 30. September 2021, Tonhalle Zürich Tonhalle-Orchester Zürich unter der Leitung von Frank Strobel

### 2019
Nominierte:
- Ching-Shan Chang (USA/Taiwan) ← GEWINNERIN
- Olivier Depierre (Schweiz)
- Carl Falkenau (Schweden)
- Andrey Mordovsky (Russland)
- Gus Nicholson (UK)

Jury:
- Don Davis, Filmkomponist (Jury-Präsident)
- Adrian Frutiger, Filmkomponist
- Robert Rugan, Filmregisseur
- Andrea Štaka, Filmregisseurin
- Frank Strobel, Dirigent

- Wettbewerbsfilm: Danny and the Wild Bunch von Robert Rugan
- Wettbewerbskonzert: 28. September 2019, Tonhalle Maag, Zürich  Tonhalle-Orchester Zürich unter der Leitung von Frank Strobel

### 2018
Nominierte:
- Sebastian Androne-Nakanishi (Rumänien) ← GEWINNER
- Baptiste Cathelin (Kanada)
- Antoine Duchêne (Frankreich)
- Juan J. Ochoa (Spanien)
- Lente Verelst (Belgien)

Jury:
- Christine Aufderhaar, Filmkomponistin
- Sabine Gisiger, Filmregisseurin
- Cliff Martinez, Filmkomponist (Jury-Präsident)
- Frank Strobel, Dirigent

- Wettbewerbsfilm: Happiness von Steve Cutts
- Wettbewerbskonzert: 4. Oktober 2018, Tonhalle Maag, Zürich  Tonhalle-Orchester Zürich unter der Leitung von Frank Strobel

### 2017
Nominierte:
- David Arcus (Kanada)
- Andréane Détienne (Frankreich)
- Christoph J. Hiller (Deutschland)
- Giuseppe Onofrietti (Italien) ← GEWINNER
- Joakim Unander (Schweden)

Jury:
- Anne Dudley, Filmkomponistin
- Herbert Grönemeyer, Komponist/Sänger/Schauspieler (Jury-Präsident)
- Fabian Römer, Filmkomponist
- Frank Strobel, Dirigent
- Erhan Yürük, Filmregisseur

- Wettbewerbsfilm: Tamah von Erhan Yürük
- Wettbewerbskonzert: 5. Oktober 2017, Tonhalle Maag, Zürich  Tonhalle-Orchester Zürich unter der Leitung von Frank Strobel

### 2016
Nominierte:
- Javier Bayon (Spanien) ← GEWINNER
- Nic Danielson (USA)
- Marcin Sadowski (Polen)
- Joakim Unander (Schweden)
- Lucian Zbarcea (Rumänien)

Jury:
- Seth Boyden, Filmregisseur
- Brigitte Hofer, Filmproduzentin
- Sophie Hunger, Songwriterin/Filmkomponistin
- Jan Müller-Wieland, Komponist/Dirigent
- Frank Strobel, Dirigent

- Wettbewerbsfilm: An Object at Rest von Seth Boyden
- Wettbewerbskonzert: 23. September 2016, Tonhalle Zürich Tonhalle-Orchester Zürich unter der Leitung von Frank Strobel

### 2015
Nominierte:
- Nicolas Alvarez (Japan/Kolumbien)
- Faris Badarni (Deutschland/Israel) ← GEWINNER
- Wonkyung Lee (Südkorea)
- Nico Maas (Deutschland)
- Toby Sheriff (USA/Kanada)

Jury:
- Sabine Boss, Filmregisseurin
- Günther Fischer, Filmkomponist und Bandleader
- Xavier Koller, Filmregisseur
- Maggie Rodford, Music Supervisor
- Martin Tillman, Filmkomponist und Instrumentalist

- Wettbewerbsfilm: The Control Master von Run Wrake
- Wettbewerbskonzert: 25. September 2015, Arena Cinema, Zürich  Zurich Jazz Orchestra und Zürcher Kammerorchester unter der Leitung von André Bellmont

### 2014
Nominierte:
- Dominik Giesriegl (Österreich)
- Lidia Kalendareva und Alin Cristian Oprea (Deutschland/Russland/Rumänien)
- Matteo Pagamici (Schweiz)
- Leeran Z. Raphaely (USA) ← GEWINNER
- Richard Ruzicka (Deutschland)

Jury:
- Marcel Barsotti, Filmkomponist
- Henning Lohner, Filmkomponist
- Bettina Oberli, Filmregisseurin
- Frank Strobel, Dirigent
- Axel Tillement, Filmregisseur

- Wettbewerbsfilm: Maximall von Axel Tillement, Axelle Cheriet, Hadrien Ledieu und Nawel Rahal
- Wettbewerbskonzert: 1. Oktober 2014, Tonhalle Zürich Tonhalle-Orchester Zürich unter der Leitung von Frank Strobel

### 2013
Nominierte:
- Laurent Courbier (Frankreich) ← GEWINNER
- Aaron Kenny (Australien)
- Felipe Senna (Brasilien)
- Nathan Stornetta (Schweiz)
- Jan Torkewitz (Deutschland)

Jury:
- Carlos Leal, Schauspieler und Rapper
- Pepe Lienhard, Bandleader
- Rolf Lyssy, Filmregisseur
- Peter Scherer, Filmkomponist
- Peter Thomas, Filmkomponist

- Wettbewerbsfilm: Reign of Death von Matthew Savage
- Wettbewerbskonzert: 27. September 2013, Arena Cinema, Zürich  Zurich Jazz Orchestra und Zürcher Kammerorchester unter der Leitung von André Bellmont

### 2012
Nominierte:
- Adrien Diery (Australien)
- Jan Glembotzki (Japan)
- Michael Künstle (Schweiz) ← GEWINNER
- Anže Rozman (Slowenien)
- Adam Żurada (Polen)

Jury:
- Annette Focks, Filmkomponistin
- Philip Hofmänner, Filmregisseur
- Henning Lohner, Filmkomponist
- David Zinman, Dirigent

- Wettbewerbsfilm: Evermore von Philip Hofmänner

- Wettbewerbskonzert: 27. September 2012, Tonhalle Zürich Tonhalle-Orchester Zürich unter der Leitung von David Zinman